# Jang Jun-young
Đây là một tên người Triều Tiên, họ là Jang.
Jang Jun-young (tiếng Hàn: 장준영; sinh ngày 4 tháng 2 năm 1993) là một cầu thủ bóng đá Hàn Quốc thi đấu ở vị trí hậu vệ cho Daejeon Citizen ở K League 2.

## Sự nghiệp
Jang gia nhập đội bóng ở K League Challenge Daejeon Citizen vào tháng 1 năm 2016.